# União do Canal
O Grêmio Recreativo Escola de Samba União do canal é uma escola de samba do município de Magé.".
Em 16 de janeiro de 2012, escolheu seu samba para o carnaval 2012.

## Carnavais
| Ano  | Colocação   | Enredo                                                            |
| ---- | ----------- | ----------------------------------------------------------------- |
| 2011 | Vice-campeã | Amor da colombina                                                 |
| 2012 | Vice-campeã | Doçura da terra Brasil Compositores:Zezé Palhinha e Edson Tavares |
| 2013 | Vice-campeã | Loura Gelada, Uma Paixão Milenar                                  |
| 2014 | Campeã      | Quem é, a nossa escola tão querida a velha nossa Canal            |
| 2015 | Campeã      | A casa de Ogum , Xangô Me guia.                                   |